# Breitenberg (Haardt)
Der Breitenberg bei Sankt Martin im rheinland-pfälzischen Landkreis Südliche Weinstraße ist ein 545,2 m ü. NHN hoher Vorgipfel der Kalmit im zum Pfälzerwald gehörenden Gebirgszug Haardt.

## Geographie

### Lage
Der Breitenberg liegt im Biosphärenreservat Pfälzerwald-Vosges du Nord und im Naturpark Pfälzerwald. Sein Gipfel erhebt sich 1,3 km nordwestlich von Sankt Martin und 3 km westnordwestlich (jeweils Luftlinie) von Maikammer, deren gemeinsame Gemarkungsgrenze über den vollständig bewaldeten Berg verläuft. Wie die Stotz (603,2 m), mit der er im Nordwesten über einen flachen Sattel (ca. 535 m) verbunden ist, der Wetterkreuzberg (400,7 m), der Taubenkopf (603,8 m), der Hüttenberg (620,1 m) und die Kanzel (531,7 m) gehört der Breitenberg zu den Vorbergen und -gipfeln des Kalmitmassivs (672,6 m). Er befindet sich in exponierter Lage am Ostrand der Haardt, so dass er trotz seiner relativ geringen Höhe von Standorten in der Oberrheinischen Tiefebene aus als markanter Berg wahrgenommen werden kann. Am Südhang des Berges befindet sich die Weinlage Sankt Martiner Kirchberg. Im Osten grenzt die Weinlage Sankt Martiner Baron an den Berg.

### Naturräumliche Zuordnung
Der Breitenberg gehört zum Naturraum Pfälzerwald, der in der Systematik des von Emil Meynen und Josef Schmithüsen herausgegebenen Handbuches der naturräumlichen Gliederung Deutschlands und seinen Nachfolgepublikationen als Großregion 3. Ordnung klassifiziert wird. Betrachtet man die Binnengliederung des Naturraums, so gehört er zum Mittleren Pfälzerwald und hier zum Gebirgszug der Haardt, welche den Pfälzerwald zur Oberrheinischen Tiefebene hin abgrenzt.
Zusammenfassend folgt die naturräumliche Zuordnung des Breitenbergs damit folgender Systematik:
1. Großregion 1. Ordnung: Schichtstufenland beiderseits des Oberrheingrabens
2. Großregion 2. Ordnung: Pfälzisch-Saarländisches Schichtstufenland
3. Großregion 3. Ordnung: Pfälzerwald
4. Region 4. Ordnung (Haupteinheit): Mittlerer Pfälzerwald
5. Region 5. Ordnung: Haardt

## Verkehr und Wandern
Bis auf die nordwestlich vom Gipfel des Breitenbergs gelegenen Hochlagen führt als Teil der Landesstraße 515 von Maikammer aus die unter anderem vorbei an der Kalmit zum Hüttenhohl verlaufende Kalmithöhenstraße. Nordwestlich des Gipfels befindet sich ein Wandererparkplatz. Über Wanderwege ist der Berg vom Maikammerer Ortsteil Alsterweiler, von Sankt Martin oder auch vom Sankt Martiner Tal aus erreichbar.